# Zakaria El Hachimi
Zakaria El Hachimi (4 agosto 1987) è un calciatore marocchino, difensore svincolato.

## Carriera
Con il Raja Casablanca ha giocato nella massima serie del campionato marocchino e ha preso parte ad alcune partite della Coppa del mondo per club FIFA 2013.

## Palmarès

### Competizioni nazionali
- Campionato marocchino: 1

Raja Casablanca: 2012-2013

### Competizioni internazionali
- CAF Champions League: 1

Wydad Casablanca: 2017
- Supercoppa d'Africa: 1

Wydad Casablanca: 2018